# As-Samirijja
As-Samirijja (arab. السميرية) – miejscowość w Syrii, w muhafazie Aleppo. W 2004 roku liczyła 2512 mieszkańców.